# Dinogeophilus oligopodus
Dinogeophilus oligopodus är en mångfotingart som beskrevs av Pereira 1984. Dinogeophilus oligopodus ingår i släktet Dinogeophilus och familjen storjordkrypare. Inga underarter finns listade i Catalogue of Life.